# Kammerspiele Bochum

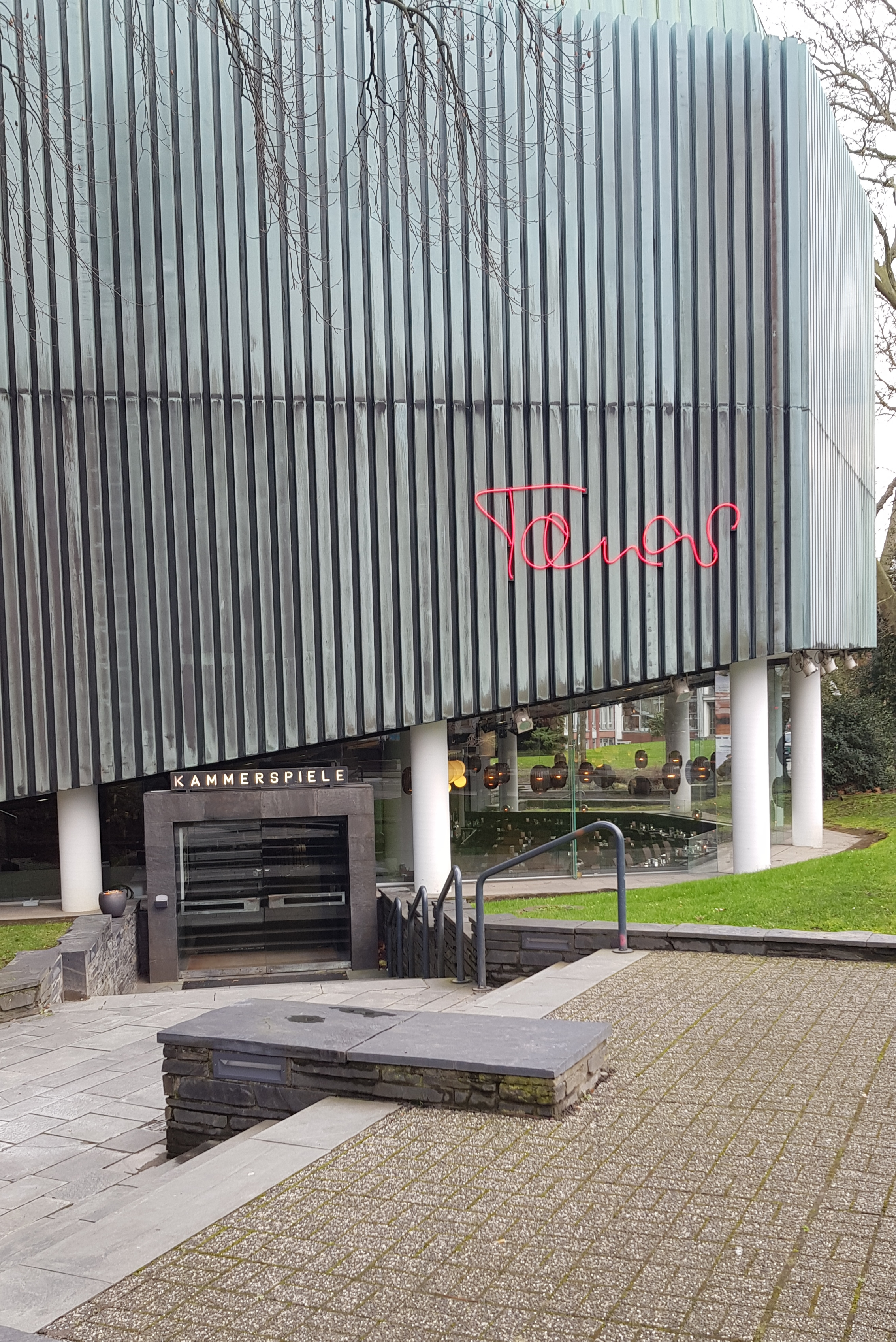
Eingang Foyer der Kammerspiele Bochum

Die Kammerspiele sind ein Erweiterungsbau des Schauspielhauses Bochum. Rund ein Jahrzehnt später in direkter Nachbarschaft des Schauspielhauses auf dem Gelände des im Krieg zerstörten Adelssitzes Haus Rechen aus dem 15. Jahrhundert entstand das Gebäude der Kammerspiele Bochum. Sie wurden nach den Plänen des Architekten Gerhard Moritz Graubner gebaut, welcher zuvor schon die Gestaltung des Wiederaufbaus (1951 bis 1953) des heutigen Bochumer Schauspielhaus auf den alten Fundamenten des im Krieg zerstörten Schauspielhauses übernahm. Der Architekt der städtische Bauverwaltung Bochum Heinz Jentzsch übernahm die örtliche Baubetreuung, er assistierte Graubner schon beim Bau des großen Schauspielhauses.
Geplant wurden die Kammerspiele in den Jahren 1963 bis 1964, erbaut wurden sie in den Jahren 1964 bis 1966. Am 19. November 1965 war das Richtfest, am 13. Oktober 1966 fand die Eröffnung statt. Ausführender Bauherr und Besitzer ist die Stadt Bochum. Der Zustand ist erhalten, es besteht kein Denkmalschutz.
Die Anschrift lautet: Königsallee 15, 44789 Bochum-Ehrenfeld

## Vorgeschichte
Es gab die Bochumer Kammerspiele bereits in der Aula der Knaben-Berufsschule am Ostring (Eröffnung am 25. September 1955). Sie stellten in dieser Form, bei der beschränkt geeigneten Bühne die nur zu einem Drittel der normalen Spielzeit in Anspruch genommen werden konnte, lediglich eine bescheidene Ergänzung der Spielfläche im Schauspielhaus dar. Nichtsdestotrotz wurden in diesen Kammerspielen beispielsweise in der Spielzeit 1959/60 folgende Aufführungen gegeben: Biedermann und die Brandstifter von Max Frisch, der Parasit oder die Kunst Glück zu machen von Friedrich Schiller, die Zoogeschichte von Edward Albee, das letzte Band von Samuel Beckett, Clavigo / Trauerspiel von Goethe, Frühlings Erwachen / Kindertragödie von Frank Wedekind.

## Idee und Konzept
Unter der Intendanz von Hans Schalla ist der Besucherandrang am Schauspielhaus Bochum groß und es entstand der Wunsch für das experimentelle Theater eine eigene Spielstätte zu bauen. Laut Oberbürgermeister Fritz Heinemann (*1903 - †1975, SPD, Oberbürgermeister von Bochum 1952–1969), verstand sich die Bochumer Bühne von jeher den arbeitenden Menschen anzusprechen und ihm nicht nur Zerstreuung, sondern auch Anregungen für einen fruchtbaren kulturellen Meinungsaustausch zu vermitteln. Mitten im Ruhrgebiet ist so eine Hochburg der deutschen Sprechbühne entstanden, die den Ruf Bochums als bedeutende Theaterstadt begründete. Somit war es Wunsch, zur weiteren Entfaltung der typischen Bochumer Theaterkultur auch ein eigenes Kammerspiele-Gebäude zu besitzen. Hier sollte etwas geboten werden das außerhalb des Bochumer Stammpublikums ein neues und auch jüngeres Publikum anzieht. Als vollkommene Lösung galt die schon oft diskutierte Errichtung eines eigenen kleinen Hauses von 400 bis 500 Plätzen an der südwestlichen Grenze des Schauspielhauses als willkommener Ausfüllung dieser Baulücke im Anschluss an den fertiggestellten Ergänzungsbau für Magazinzwecke bzw. für sonstige technische Zwecke und soziale Maßnahmen.

## Architektur und Gestaltung
Ein Vergleich des Schauspielhauses mit den Kammerspielen lässt den veränderten architektonischen Ausdruck erkennen. Einer noch gebundenen Formensprache, durch die baulichen Bindungen der teilweise zu erhaltenden Ruine des Altbaus, ist im Neubau der Kammerspiele eine bewusst architektonische Lösung der (damaligen) Zeit kompromisslos an die Seite gestellt worden.

## Technische Plangrössen und Kosten
Die bebaute Fläche ist ca. 1300 Quadratmeter groß.
Die Bühnenfläche beträgt ca. 200 Quadratmeter, davon entfallen auf die Vorbühne (Orchestergraben) und Seitenbühne ca. 32 Quadratmeter.
Den Abschluss der Bühne zum Zuschauerraum bildet ein eiserner Vorhang von circa 14,5 × 8,3 Meter.
Das Zuschauerhaus verfügt über zwei Eingänge mit Windfängen zum Foyer. Die Foyerfläche beträgt ca. 385 Quadratmeter.
Der Zuschauerraum war mit 401 Plätze in 16 Reihen vorgesehen, wobei das Volumen des Saals circa 2010 Kubikmeter beinhaltet und somit ein Luftraum pro Person von ca. 5 Kubikmetern zur Verfügung steht.
Die gesamten Baukosten summieren sich aus den Kosten der einzelnen Bauabschnitte:
Der erste Bauabschnitt des Schauspielhauses (großes Haus) kostete bis zum Jahre 1953 etwa 6,4 Mio. DM. Das Magazin Gebäude wurde im Jahr 1960 für 330.000 DM errichtet. Die Ergänzungsbauten wie der Umbau der Verwaltungsgebäude, der Künstlertrakt und die Kammerspiele verursachten bis zum Herbst des Jahres 1966 Kosten von und 6,75 Millionen DM. Somit sind die Gesamtkosten des Schauspielhauses Bochum (großes Haus mit Magazin Gebäude, Ergänzungen und Kammerspiele) insgesamt mit rund 13,5 Mio. DM zu beziffern.

## Eröffnungsveranstaltung und Premiere
Die Kammerspiele wurden am Abend des 13. Oktober 1966 mit der Uraufführung von Maximilian Schells „Herostrat“ eröffnet, in dem dieser sowohl Regie führte als auch die Hauptrolle spielte. Hierbei fand eine Stunde vorher im Foyer ein offizieller Sektempfang mit Buffet, für die allesamt geladenen Gäste, statt. Der Empfang wurde bewusst eher schlicht gehalten, auch auf eine musikalische Untermalung wurde ausdrücklich verzichtet. Unter den verschiedene Eröffnungsrednern waren u. a. der Oberbürgermeister Fritz Heinemann sowie der Architekt Gerhard Graubner. Die Plätze der ersten drei Reihen wurden für prominente Gäste und Persönlichkeiten reserviert, die weitere Platzvergabe erfolgte nach der Reihenfolge des Posteingangs der Einladungszusagen. Aus einem Schreiben vom 7. Oktober 1966 an die Stadtverwaltung Bochum geht hervor, dass zur Eröffnung der Kammerspiele am 13.10 1966 auch 24 Karten für die Studentenschaft der Universität Bochum reserviert wurden.

## Gastronomiebereich
Im Zuge der Renovierung unter der Intendanz von Matthias Hartmann wird in dem offenen Foyer der Kammerspiele eine Gastronomie eingerichtet: „die Speisekammer“.
Ab der Spielzeit 2010/2011 wird sie in Gedenken an die 2008 verstorbene Tana Schanzara in Tanas umbenannt (mit 50 Jahren Bühnenpräsenz war Tana Schanzara das dienstälteste und populärste Ensemblemitglied in Bochum).
Im Sommer 2017 wurde der Foyer-, Kassen- und Gastronomiebereich neu gestaltet.

## Trivia und Sonstiges
Ursprünglich waren die Kammerspiele als reines Sprechtheater von Graubner geplant, erst in der Bauphase wurde die Bühne, nach Eignungsprüfung, auch als Musikzimmer eingerichtet.
Die erste Planung der Fassadenverkleidung mit roter Verklinkerung wurde verworfen und als Kontrast zu den Nachbarbauten durch eine Kupferhaut ersetzt.
Der 80. Geburtstag im Dezember 2005 von Tana Schanzara war Anlass für eine große Gala in den Kammerspielen.